# Erioptera divisa
Erioptera divisa är en tvåvingeart som först beskrevs av Walker 1848.  Erioptera divisa ingår i släktet Erioptera och familjen småharkrankar. Arten är reproducerande i Sverige. Inga underarter finns listade i Catalogue of Life.